# Pedro José Valenzuela Jáuregui
Pedro José Valenzuela Jáuregui, kurz Pedro J. Valenzuela (* 29. Juli 1797 in Guatemala-Stadt; † 1865), war von 2. Februar 1838 bis 29. Juli 1838 Jefe Supremo der Provinz Guatemala in der Zentralamerikanischen Konföderation.

## Leben
Valenzuela war Mitglied der Fiebres, wie sich die Partido Liberal damals nannte.
Valenzuela war am Anfang der zweiten Amtszeit von José Mariano Felipe Gálvez dessen Stellvertreter als Jefe Supremo.
Am 13. Januar 1838 ließ José Rafael Carrera Turcios Guatemala-Stadt von Indigenas besetzen. Der stellvertretende Jefe Supremo der Provinz von Guatemala José Gregorio Salazar Lara wurde ermordet, Gálvez flüchtete. Am 2. Februar 1838 trat Valenzuela das Amt als Supremo Jefe an, ließ eine Armee ausheben und den Aufstand der Indigenas in Guatemala-Stadt niederschlagen.
Am 2. Februar 1838 erklärten die Cabildos de Españoles von Chiapas, von den westlichen Departamentos Guatemalas Quetzaltenango, Totonicapán und Suchitepéquez-Sololá (den heutigen Departamentos Huehuetenango, El Quiché, San Marcos, Quetzaltenango, Totonicapán, Sololá, Retalhuleu und Suchitepéquez) als Los Altos (Zentralamerika) ihre Unabhängigkeit. Die Abspaltung wurde vom durch die Partido Liberal dominierten Parlament der Zentralamerikanischen Konföderation in San Salvador durch ein Dekret sanktioniert.
Nach einem Aufstand im Juli 1838 setzte Carrera seinen Kandidaten Mariano Rivera Paz von der Partido Consarvador durch.